# KangNam
KangNam（カンナム、本名: 滑川康男（なめかわ やすお）、1987年3月23日 - ）は、東京都江戸川区出身の歌手・タレント。
日本での活動はCJビクターエンタテインメント、マネジメント提携ハーモニープロモーション、韓国での活動はジャングルエンターテインメントから。

## 経歴
東京都江戸川区西葛西にて日本人の父と韓国人の母の間に生まれる。高校卒業後、テンプル大学に進学したが中退。
2011年にHIPHOPグループM.I.Bのメンバーとして韓国でデビューし、「康男」を朝鮮語にしたカンハンナムジャ（強い男）の略「カンナム（KangNam）」の名で活動。2014年にバラエティ番組『学校へ行ってきます』、『僕は一人で暮らす（日本語題：シングル男のハッピーライフ）』等に出演、『MBC放送芸能大賞「今年のニュースター賞」』を受賞するなど大ブレイクした。以降バラエティ番組を中心に多数のテレビ番組に出演し、2015年にはミニアルバム『CHOCOLATE』をリリースしソロ歌手としても活動。
日本では2016年5月25日にシングル「Ready to Fly」でソロデビュー。TV番組等には本名の滑川康男名義で出演している。
2016年、SBS芸能大賞で男性新人賞を受賞。日本人としては初の受賞となる。
2017年6月、M.I.B時代からのマネージャーが設立した会社「RDエンターテインメント」と専属契約。
2019年8月29日、韓国女子スピードスケートの元選手である李相花と10月12日に結婚すると所属事務所が明らかにした。KangNamは韓国籍取得の意向を明らかにしている。2022年2月27日、韓国国籍を取得。3度の帰化試験受験の末の合格であった。

## 人物
- 生年月日：1987年3月23日
- 血液型：A型
- 身長：177cm
- 特技：英語、韓国語、ギター、ピアノ
- 愛称：ヤスオ、やっちゃん
- ペット：犬

## 作品

### 日本
1st Single『Ready to Fly』（2016.05.25）
1. Ready to Fly
2. DREAM
3. Ready to Fly (Instrumental)
4. DREAM (Instrumental)

### 韓国
1st Mini Album『CHOCOLATE』（2015. 09）
1. Tell me what [Feat. Microdot]
2. CHOCOLATE [Feat. San E]
3. STAY
4. 君が本当に望むものは何なの
5. 青春PUNK
6. どうしよう

## 出演

### 日本

#### TV
- JJANG!（Mnet Japan、2013.06～2014.11）-MC
- 韓ON! ファイティン!!（MUSIC ON! TV、2015.04～06）-MC
- PON！（日本テレビ、2016年5月）
- 魁！MUSIC（フジテレビ、2016年6月）
- フォンデュ（TOKYOMX、2016年6月）
- 指原カイワイズ（フジテレビ、2016年7月）
- Momm!!（TBS、2016年7月）
- 週末めとろポリシャン♪（TOKYOMX、2016年8月）
- ホンマでっか!?TV（フジテレビ、2016年8月）
- 水曜日のダウンタウン（TBS、2016年11月30日）
- ダウンタウンDX（日本テレビ、2016年12月1日）

#### ラジオ
- GROOVE LINE Z（J-WAVE、2016年5月）
- aStation KPCONNECTION（エフエム京都、2016年6月）
- 焼酎ダイニング J-Fairy YASU（TFM、2016年6月）

#### 雑誌
- 月刊TV navi（産経新聞出版）
- haru*hana（東京ニュース通信社）-連載
- 韓流ぴあ（ぴあ）
- Hanako（マガジンハウス）

#### イベント
- KCON JAPAN（2015、2016）-広報大使

### 韓国
- 21世紀家族（tvN、2012年3月～4月）-ドラマ出演
- 君の声が聞こえる（SBS、2013年7月）-ドラマ出演
- 学校に行ってきます（JTBC、2014年9月～2015年11月）-レギュラー
- シングル男のハッピーライフ（原題：僕は一人暮らし）（MBC、2014年10月～2015年12月）-レギュラー
- ハロー！異邦人（MBC、2014年10月～2015年1月）-レギュラー
- 内部事情サロン（JTBC、2014年11月～2015年3月）-レギュラー
- ピノキオ（SBS、2015年1月）-ドラマ・カメオ出演
- アニマルズ（MBC、2015年1月～3月）-レギュラー
- 透明人間（KBS、2015年1月～4月）-レギュラー
- ジャングルの法則（SBS、ヤップ編-2015年5月～7月、パプアニューギニア編-2016年5月～）
- 秘法（Olive、2015年8月～11月）-レギュラー
- おばあちゃん家のロボット（tvN、2015年10月～11月）-レギュラー
- 不朽の名曲（KBS2TV、2016年4月～）